# 山崎銀之丞
山崎 銀之丞（やまざき ぎんのじょう、本名：山崎 公以知（やまざき こういち）、1962年〈昭和37年〉5月16日 - ）は、福岡県福岡市南区出身の俳優。現在は東京都在住。筑陽学園高等学校卒業。玉川大学文学部中退。

## 略歴
元々は知名度が低かったが、1999年の37歳時に『3年B組金八先生』第5シリーズに、主人公の坂本金八と同郷の福岡出身の熱血教師・遠藤達也役でレギュラー出演した事により転機が訪れ、一躍有名になった。
1986年4月より、RKBラジオの夜ワイド番組『HiHiHi（ハイ・ハイ・ハイ）』のメイン パーソナリティを務め、同時期に同じ時間帯で『PAO〜N ぼくらラジオ異星人』（KBCラジオ）のパーソナリティだった沢田幸二と北部九州周辺の中高生の人気を二分していた。沢田が山口の田舎のお兄さんというイメージが強かったのに対し、山崎は都会的なスマートさを備えていた。
また、山崎の茶目っ気ある発言「小学生以下は午後9時（番組開始時刻）を過ぎたら寝ろ＝番組を聴くな」なども魅力の一つとされ、リスナーからは「銀ちゃん」の愛称で親しまれた。なお、山崎は番組内で3年間共演した倉品淳子と噂になっていた。また、同じく1年間共演した阪田友美とは自身のデビューシングル『君がシャイニンオン』のB面でデュエットを果たしている。
もともと本職は舞台演劇で、ラジオのパーソナリティでありながら自らの劇団（「劇団空想天馬」）を率いていた。1991年、KBCテレビ番組『ドォーモ』の企画でつかこうへいが福岡を訪れ、俳優オーディションを行った際に参加し、審査を通過した。その後、1991年10月に番組を降板。つかの元へ上京した。
2015年『満月の人よ』で第15回 バッカーズ演劇奨励賞を受賞した。
所属事務所遍歴は、つかこうへい事務所、星野事務所（1999年2月移籍）、ヤザ・パパ（2011年6月移籍）、レプロエンタテインメント（2014年7月移籍）、株式会社スプラウト芸能部（2022年1月移籍）、株式会社LEAD。

## 人物
- 2011年の舞台『熱海殺人事件NEXT〜くわえ煙草伝兵衛捜査日誌〜』でAKB48の「ポニーテールとシュシュ」を踊るシーンがあり、振り付けをコピーした。これが『ごきげんよう』(フジテレビ)出演時(2012年2月14日/15日)にネタとされていた。
- 山崎のファンで過去にファンクラブ名誉会長も務めていた俵万智作詞による「銀ちゃんのラブレター」という童謡に、登場している。
- ものまねタレント・俳優のジャッキーちゃん（俳優時の名義は栄島智）は2001年から2007年まで山崎の付き人をしていた[8]。

## 出演

### テレビドラマ
- 大空港'92
- 十時半睡事件帖 (テレビドラマ)（1994年） - 大西平三郎 役
- 春よ、来い
- 家族になろうよ!
- ラブ・レボリューション
- 教習所物語
- 3年B組金八先生 第5〜8シリーズ、スペシャル10〜12（1999年 - 2011年、TBS） - 遠藤達也 役
- 北の国から 2002遺言
- はみだし刑事情熱系（2003年） - 上杉管理官 役
- 忠臣蔵〜決断の時（テレビ東京）（2003年） - 岡野金右衛門 役
- 夜桜お染（2003年） - 笹原弥兵
- ママはバレリーナ
- 2ndハウス
- 春ランマン
- 金曜エンタテイメント お局探偵亜木子&みどりの旅情事件帳3（2000年4月21日、フジテレビ） - 山下幸介 役
- 安楽椅子探偵、再び（2000年5月12日、19日、朝日放送） - 長谷川俊太郎 役
- 剣客商売（フジテレビ / 松竹）
  - 第3シリーズ 第4話「冬木立」（2001年） - 竹造 役
  - 第5シリーズ 第10話「暗殺者」（2004年） - 波川周蔵 役
- 金曜エンタテイメント 日向夢子調停委員事件簿シリーズ（2003年 - 2008年、フジテレビ） - 山本源介 役
- 大奥シリーズ（フジテレビ / 東映）
  - 大奥 第10話・最終話（2003年8月5・19日） - 徳川慶喜 役
  - 大奥スペシャル〜もうひとつの物語〜（2006年12月29日） - 家老 役
- 上を向いて歩こう 坂本九物語（2005年8月12日、テレビ東京） - 中村八大 役
- がきんちょ〜リターン・キッズ〜 （2006年、毎日放送） - 辻文左衛門（麻由香の父）役
- 仕掛人・藤枝梅安（2006年） - 豊治郎
- Dr.コトー診療所2006（2006年）第4話 「父のあやまち」宮野博
- 月曜ミステリー劇場 湯の町コンサルタント4 恋しの湯伝説殺人事件（2006年、TBS） - 沼津健一郎 役
- 鬼平犯科帳スペシャル 一本眉（2007年4月6日 フジテレビ） - 弥太郎 役
- 夫婦道（2007年、TBS） - 冬島淳太郎（世界的な画家） 役
  - 夫婦道 第2シリーズ（2009年）
- 刺客請負人（テレビ東京系列）
  - シーズン１第6話（2007年） - 和久半大夫（剣客） 役
  - シーズン２第3話（2008年）
- 土曜ワイド劇場 和菓子連続殺人事件（2008年2月23日、テレビ朝日）
- 金曜プレステージ エド・はるみ物語（2008年11月、フジテレビ） - 木下健太郎
- 月曜ゴールデン 浅見光彦シリーズ27・斎王の葬列（2009年9月7日、TBS） - 白井貞夫 役
- 日曜劇場 特上カバチ! 第5話（2010年2月14日、TBS） - 甲斐正太郎 役
- 佐賀のがばいばあちゃん2（2010年2月20日、フジテレビ） - 美苗の父 役
- 連続テレビ小説（NHK）
  - ゲゲゲの女房（2010年5月） - 刑事 役
  - あさが来た（2015年11月9日 - 2016年3月29日） - 治郎作 役
- 水戸黄門 第42部 第1話「お前は助さん 俺は格さん・江戸」（2010年10月11日、TBS・C.A.L） - 才蔵 役
- TBS開局60周年記念ドラマ 99年の愛〜JAPANESE AMERICANS〜（2010年11月5日、TBS） - 貞夫 役
- 鬼平外伝 夜兎の角右衛門（2011年1月3日、スカパー!・時代劇専門チャンネル） - 飯田 役
- 月曜ゴールデン 私は屈しない〜特捜検察と戦った女性官僚と家族の465日（2011年1月31日、TBS） - 山里秋人 役
- 渡る世間は鬼ばかり 第10シリーズ（2011年5月12日） - 岩田弁護士 役
- 月曜ゴールデン 人間再生・工場長 岡田岩児（2011年7月11日、TBS） - 冨永悟刑事 役
- 鈴子の恋 ミヤコ蝶々女の一代記（2012年1月、東海テレビ） - 佐伯純蔵 役
- ドラマスペシャル 濃姫（2012年3月17日、テレビ朝日） - 林佐渡 役
- 土曜プレミアム 一休さん（2012年6月30日、フジテレビ） - 伊勢貞行 役
- ぼくの夏休み（2012年7月、東海テレビ） - 五十嵐和男 役
- サマーレスキュー〜天空の診療所〜 第3話（2012年7月22日、TBS） - 野田 役
- BS時代劇 薄桜記 第3話「口封じ」（2012年7月27日、NHK BSプレミアム） - 仁斎 役
- 宮部みゆきミステリー パーフェクト・ブルー 第9・10話（2012年12月3日・10日、TBS） - 結城雅之 役
- 確証〜警視庁捜査3課 第5話（2013年5月13日、TBS） - 矢野昭正 役
- 大岡越前 第5話「お奉行様の荒療治」（2013年6月8日、NHK BSプレミアム） - 三枝左内 役
- 仮面ライダーウィザード 第44・45話（2013年7月21・28日、テレビ朝日） - 熊谷義和 役
- 大河ドラマ（NHK）
  - 八重の桜（2013年） - 江藤新平 役
  - 青天を衝け（2021年） - 大橋訥庵 役
- 刑事のまなざし 第9話（2013年12月2日、TBS） - 大野健介 役
- 月曜ゴールデン 税務調査官・窓際太郎の事件簿26（2014年2月24日、TBS） - 福武勇雄 役
- ホワイト・ラボ〜警視庁特別科学捜査班〜 第4話（2014年5月5日、TBS） - 野島賢治 役
- 相棒 season13第2話（2014年10月22日、テレビ朝日） - 高宮信一 役
- 水曜ミステリー9 北海道警事件ファイル 警部補 五条聖子4・小樽・余市・積丹殺人ルート（2015年7月15日、テレビ東京） - 高見沢丈太郎 役
- となりの関くんとるみちゃんの事象「るみちゃんの事象」（2015年7月 - 9月、毎日放送） - 高田先生 役
- 土曜ワイド劇場 私は代行屋!4 事件推理請負人・旅館女将を代行! 金沢〜東京を結ぶ殺人ルート（2015年8月22日、朝日放送） - 城山敏正 役
- 金曜プレミアム 浅見光彦シリーズ52・神苦楽島（2015年9月4日、フジテレビ） - 三浦延之 役
- 花咲舞が黙ってない 第2シリーズ 第10話（2015年9月9日、日本テレビ） - 時田紀一郎 役
- 東京ウエストサイド物語（2015年12月2日、NHK BSプレミアム） - 榎田独歩 役
- ドラマスペシャル 検事の死命（2016年1月17日、テレビ朝日） - 鬼貫正彰 役
- ちかえもん（2016年、NHK） - 黒田家久平次 役
- 警視庁ゼロ係〜生活安全課なんでも相談室〜 第5話（2016年2月12日、テレビ東京） - 利根川和明 役
- 毒島ゆり子のせきらら日記（2016年4月 - 、TBS） - 上神田 役 [9]
- 私 結婚できないんじゃなくて、しないんです 第2話 - （2016年4月 - 、TBS） - 大場光夫 役
- 刑事7人 第2シリーズ 第7話（2016年8月31日、テレビ朝日） - 松原敏雄 役
- 科捜研の女 第16シリーズ 第1・2話（2016年10月20・27日、テレビ朝日） - 岸岡享二 役
- 獄門島（2016年11月19日、NHK BS プレミアム） - 鬼頭与三松[10]
- 陽炎の辻スペシャル〜居眠り磐音 江戸双紙〜 完結編（2017年1月2日、NHK） - 佐野善左衛門 役
- 水曜ミステリー9 嫌われ監察官 音無一六スペシャル（2017年1月18日、テレビ東京） - 中村康介 役
- 小河ドラマ（時代劇専門チャンネル） - 石井プロデューサー 役
  - 小河ドラマ 織田信長（2017年3月25日）
  - 小河ドラマ 龍馬がくる（2018年12月30日）
  - 小河ドラマ 徳川☆家康（2021年5月22日）
- リバース（2017年、TBS） - 甲野伸之 役
- ブランケット・キャッツ 第1話（2017年6月23日、NHK） - 立花祐作 役
- 月曜名作劇場 警視庁機動捜査隊216VIII「傷痕」（2017年9月4日、TBS） - 鬼塚耕助 役
- 宇宙戦隊キュウレンジャー （2017年、テレビ朝日） - アスラン 役
- 水戸黄門 第1シリーズ 第5話「愛しき妻は里隠れ -志津川-」（2017年11月1日、BS-TBS） - 原田源之丞 役
- 日曜ワイド 警視庁さがし物係（2018年2月、テレビ朝日） - 黒川達郎 役
- 命売ります（2018年） - 堀越貴之 役
- 警視庁・捜査一課長（2018年） - 島岡義人 役
- ウルトラマンR/B（2018年7月 - 、テレビ東京） - 湊ウシオ 役[11]
- 黒書院の六兵衛（2018年） - 本田左衛門 役
- 盤上のアルファ（2019年） - 西山教頭
- 科捜研の女
  - Season19 第17話（2019年10月17日、テレビ朝日） - 玉城雄一 役
  - Season22 第3話（2022年11月1日、テレビ朝日）- 兼平政則 役
- Aではない君と（2018年9月21日、テレビ東京） - 室田 役
- 歪んだ波紋（2019年11月3日 - 12月22日、NHK・BSプレミアム） - 能見健一 役
- 病院の治しかた〜ドクター有原の挑戦〜（2020年1月20日 - 3月9日、テレビ東京） - 安井久司 役
- 半沢直樹 2020年版第一部（2020年7月19日 - 8月9日、TBS） - 広重多加夫 役[12]
- 神様のカルテ 第二夜・第三夜（2021年2月22日、3月1日、テレビ東京） - 横田健 役
- ドラゴン桜 第2シリーズ（2021年4月25日 - 6月27日、TBS） - 奥田義明 役[13]
- イチケイのカラス 第9話（2021年5月31日、フジテレビ） - 大前正一 役
- 精神分析医 氷室想介の事件簿〜超高層ビル密室殺人の謎〜（2022年2月26日、BS-TBS） - 望月伸介 役[14]
- インビジブル（2022年4月15日 - 6月17日、TBS） - 加賀見俊之 役
- NHKスペシャル「未解決事件　File.09 松本清張と帝銀事件」（2022年12月29日、NHK） - 松田昭信 役[15]
- ひともんちゃくなら喜んで!（2023年1月15日 - 3月19日、テレビ朝日・朝日放送テレビ） - 紺野悟 役[16]
- アンチヒーロー 第3話・第6話・第7話（2024年4月28日・5月19日・26日、TBS） - 富田誠司 役[17]
- テレビ熊本ドキュメンタリードラマ 郷土の偉人シリーズ第32作『夏目漱石〜吾輩が愛した肥後の国より〜』（2025年1月19日〈予定〉、テレビ熊本） - 川端 役[18]

### ラジオドラマ
- FMシアター（NHK-FM）
  - 『「ありがとう」と言えるまで』（2025年4月19日）[19] - 井上ヤスノリ 役

### 配信ドラマ
- はぴまり〜Happy Marriage!?〜（2016年6月、Amazonプライム・ビデオ） - 間宮征司 役
- Jimmy〜アホみたいなホンマの話〜（2018年7月、Netflix） - 神尾 役

### バラエティー・教養番組
- ガラピコぷ〜（『おかあさんといっしょ』(Eテレ)人形劇 2016年4月 - ） - タッチパッチ [20]

### ラジオ番組
- HiHiHi（RKB毎日放送）[4]

### 舞台
- 熱海殺人事件（1993年4月、大山金太郎役、以下同役）
  - 熱海殺人事件〜ザ・ロンゲスト・スプリング（1992年4月、紀伊国屋ホール）
  - 熱海殺人事件 妹よ（1993年10月、シアターΧ）
  - 熱海殺人事件〜モンテカルロ・イリュージョン（1994年・シアターΧ、96・98年パルコ劇場）
  - 熱海殺人事件NEXT〜くわえ煙草伝兵衛捜査日誌〜 （2011年2月、紀伊国屋ホール）
- ずばぬけてさびしいあのひまわりのように（1994年、シアターΧ、原作・俵万智）
- 蒲田行進曲完結編〜銀ちゃんが逝く〜（倉岡銀四郎役、1994年福岡、95年シアターΧ, 97年・新国立劇場）
- GEKITOTSU〜幕末異聞（1997年10月、三百人劇場、坂本龍馬役）
- 坊主百景・花のお江戸の法界坊 （1992年6月、シアターサンモール）
- 広島に原爆を落とす日（1998年、作・つかこうへい、ヒトラー・銀平役）
- 月晶島綺譚（1998年、作・中島かずき、セゾン劇場）
- 新・幕末純情伝（1998年、シアターΧ、土方歳三役）
- それいけ小劇場!!（1998年10月、ザ・スズナリ、作・樫田正剛、演出・いのうえひでのり）
- 犬を使う女（1998年）
- NOBUNAGA（1998年、東京芸術劇場）
- 悪の華（吉田松若役、帝国劇場）
- 幕末純情伝
- あずみ
- HAKANA
- SAMURAI 7（2008年11月、DVDあり）
- 王女メディア（2008年5月、シアター1010）
- 御用牙（2009年3月、板見半蔵役）
- 女信長（2009年6月、青山劇場、徳川家康役）
- 天翔ける風に（2009年8月、原作・野田秀樹）
- 幸せの行方（2009年10月、明治座）
- 嗚呼、田原坂（2010年4月、明治座）
- 藤島土建（2010年2月、下北沢・本多劇場）
- 吸血鬼（2010年6月、パルコ劇場）
- 花の武将（ひと）前田慶次
- 劇団EXILE W-IMPACT『レッドクリフ 〜戦〜』 苟或 役 （2011年8月、青山劇場）
- 吉本百年物語（2013年1月9日 - 1月29日、なんばグランド花月、轟木部長役）
- 滝口炎上（2015年5月、明治座）
- GS近松商店（2015年9月 - 10月、大阪 新歌舞伎座）[21]
- 引退屋リリー（2016年2月、紀伊國屋ホール） - 山崎 役[22]
- 夢の値段（2025年4月、シアター・アルファ東京）[23]

### 映画
- リング・リング・リング 涙のチャンピオンベルト（1993年、東映、作・つかこうへい、監督・工藤栄一） - 大介 役
- ちんちろまい（2000年、ソニー・ピクチャーズ・エンタテインメント） - デジタルドンタク係員 役
- 私は貝になりたい（2008年、東宝） - 山口 役
- 大江戸緋鳥808 劇場編集版（2013年）
- 幕末高校生（2014年、東映） - 新門辰五郎 役
- サイドライン (2015年)
- サニー/32（2018年）
- えちてつ物語〜わたし、故郷に帰ってきました。（2018年） - 黒川鉄也 役
- 劇場版 ウルトラマンR/B セレクト！絆のクリスタル（2019年） -　湊ウシオ 役